# Washington Corozo
Washington Bryan Corozo Becerra (ur. 9 lipca 1998 w Guayaquil) – ekwadorski piłkarz występujący na pozycji skrzydłowego, reprezentant Ekwadoru, od 2024 roku zawodnik Emelecu.